# Lémeré
Lémeré – miejscowość i gmina we Francji, w Regionie Centralnym, w departamencie Indre i Loara.
Według danych na rok 1990 gminę zamieszkiwało 365 osób, a gęstość zaludnienia wynosiła 18 osób/km² (wśród 1842 gmin Regionu Centralnego Lémeré plasuje się na 785. miejscu pod względem liczby ludności, natomiast pod względem powierzchni na miejscu 650.).